# Julio Otero Mirelis
Julio Otero Mirelis fue un abogado y político gallego.

## Reseña biográfica
Natural de Ponte Arnelas (Ribadumia), realizó los estudios de Derecho en la Universidad de Santiago de Compostela, y una vez finalizados, se instaló como procurador en La Coruña en 1924.

## Vida política
Durante la República militó en el Partido Republicano Radical y, como representante de su partido, fue nombrado gobernador civil de las siguientes provincias:
- Pontevedra desde el 14 de septiembre al 20 de diciembre de 1933

- Orense desde el 20 de diciembre de 1933 al 28 de junio de 1934

- Zaragoza desde el 28 de junio de 1934 hasta el 20 de agosto de 1935.

En las elecciones de febrero de 1936 fue candidato a diputado por el PRR en la provincia de Pontevedra, no salió elegido y fue detenido por manejos electorales junto con su correligionario Emiliano Iglesias. Desde la cárcel de Pontevedra ambos publican una carta diciendo que “han sido víctimas de una infame maniobra de sus enemigos políticos […] que engañan descaradamente a la opinión, con la finalidad de lanzar a las masas izquierdistas contra ellos, […] Así que se ven obligados a abandonar Galicia”. 
La sublevación del 18 de julio de 1936 lo sorprendió en Madrid y durante la Guerra civil permaneció en la zona leal

A su regreso a Galicia en 1939 siguió ejerciendo su profesión de procurador de los tribunales.

## Vida personal
Contrajo matrimonio con Remedios Pérez. Y fue padre del escultor Julio Antonio Otero Pérez.